# Ruth Jacott
 (janvier 2012).
Si vous disposez d'ouvrages ou d'articles de référence ou si vous connaissez des sites web de qualité traitant du thème abordé ici, merci de compléter l'article en donnant les références utiles à sa vérifiabilité et en les liant à la section « Notes et références ».
Ruth Jacott, née le 2 septembre 1960 à Paramaribo, est une chanteuse néerlandaise, originaire de Suriname. Elle est la tante de la chanteuse Raffaëla Paton.

## Biographie
En 1988, elle participe au Festival de Knokke.
Ruth représente les Pays-Bas au Concours Eurovision de la chanson 1993 avec la chanson Vrede et finit à la 6e place.

## Discographie

### Albums
- Ruth Jacott, 1993
- Hou me vast, 1994
- Geheimen, 1995
- Hartslag, 1997
- Altijd dichtbij: De hitcollectie, 1998
- Vals verlangen, 1999
- Live in Carré, 2000
- Tastbaar, 2002
- Het beste van Ruth Jacott, 2004
- Passie, 2009
- A tribute to Billie Holiday, 2010